# Cestno kolo
Cestno kolo je kolo, namenjeno vožnji po cestah, za rekreacijo ali cestna kolesarska tekmovanja. Cestna kolesa imajo tanjše, asfaltu primerne obroče in gume. Po navadi imajo od 21 do 30 prestav.